# Хоружин, Алексей Павлович
Хоружин Алексей Павлович (род. 03 июля 1965 г., станица Заплавская, Октябрьского района, Ростовской области) — российский военачальник, генерал — лейтенант (Указ Президента Российской Федерации от 11.06.2019 г. № 258)

## Биография
Алексей Павлович Хоружин (род. 03 июля 1965 г., станица Заплавская, Октябрьского района, Ростовской области) — российский военачальник, генерал — лейтенант (Указ Президента Российской Федерации от 11.06.2019 г. № 258)
В Вооруженных силах с 1984 года, в 1988 окончил Пермское высшее военное командное училище МВД СССР, в 1996 году — Военную академию имени М. В. Фрунзе, в 2017 году — Военную Академию Генерального штаба Вооруженных Сил Российской Федерации. С 1988 года проходил службу во внутренних войсках МВД СССР и МВД России на различных должностях от командира взвода до начальника штаба — первого заместителя командующего Южным округом войск национальной гвардии Российской Федерации.

## Награды
- Орден «За военные заслуги» (Россия)
- Медаль «За отвагу» (Россия)
- Медаль Суворова

## Примечание
Указ Президента Российской Федерации от 11.06.2019 г. № 258
Командование ЮО ВНГ
Росгвардейцы приняли участие в торжественных мероприятиях, посвященных 77-й годовщине освобождения Ростова-на-Дону от немецко-фашистских захватчиковБолее 2,5 тысяч выездов для обследования объектов на наличие взрывоопасных и подозрительных предметов выполнили в уходящем году специалисты Росгвардии в Ростовской области
Орден за военные заслуги 4 дня в Чечне 46 Оброн